# So sánh các ứng dụng chia sẻ tệp
| Tên          | Mạng                                                                              | Ẩn danh*                                                | Giá                         | Nền tảng (hệ điều hành)           | Giấy phép        | Ngôn ngữ lập trình             | Phần mềm Gián điệp/Quảng cáo | Ghi chú |
| ------------ | --------------------------------------------------------------------------------- | ------------------------------------------------------- | --------------------------- | --------------------------------- | ---------------- | ------------------------------ | ---------------------------- | --- |
| aMule        | eDonkey2000, Kad Network                                                          | Không                                                   | Miễn phí                    | Microsoft Windows, *nix, Mac OS X | GPL              | C++                            | Không                        | Tốc độ trung bình, tốt cho các tài nguyên cũ và hiếm.                                                                                                |
| ANts P2P     | ANts                                                                              | Có                                                      | Miễn phí                    | Microsoft Windows, *nix, Mac OS X | GPL              | Java                           | Không                        | Che giấu địa chỉ IP của người dùng dẫn đến khó xác định ai đang tải tệp                                                                              |
| Ares Galaxy  | Ares Galaxy                                                                       | ?                                                       | Miễn phí                    | Microsoft Windows                 |                  | Delphi                         | Không                        | |
| Azureus      | BitTorrent                                                                        | Không (ngoại trừ khi sử dụng I2P)                       | Free                        | Microsoft Windows, *nix, Mac OS X | GPL              | Java                           | Không                        | Tối đối với tệp lớn và người mới bắt đầu. |
| Acquisition  | Gnutella, BitTorrent                                                              | ?                                                       | Nagware/$18.99              | Mac OS X                          | GPL              | Cocoa, Objective-C, Cocoa Java | Không                        | Đối với nền là Mac OS thay đổi là một sự lựa chọn tốt hơn LimeWire. Cần thành thạo giao diện Cocoa GUI.                                              |
| Bearshare    | Gnutella                                                                          | Không                                                   | Miễn phí/$3.29USD một tháng | Microsoft Windows                 | Mã nguồn đóng    | C++                            | Có                           | Tìm kiếm và tải về nhanh. Bản miễn phí có chứa phần mềm gián điệp.                                                                                   |
| BitTornado   | BitTorrent                                                                        | Không                                                   | Miễn phí                    | Microsoft Windows, *nix, Mac OS X | Mã nguồn mở      | Python                         | Không                        | Tốt cho tệp lớn và người mới bắt đầu. |
| BitTorrent   | BitTorrent                                                                        | Không                                                   | Miễn phí                    | Microsoft Windows, *nix, Mac OS X | GPL              | Python                         | Không                        | Tốt cho tệp lớn và người mới bắt đầu. |
| eDonkey2000  | eDonkey2000                                                                       | Không                                                   | Miễn phí/$19.95USD          | Microsoft Windows, *nix, Mac OS X | Mã nguồn đóng    | C++                            | Có                           | Ngừng phát triển |
| eMule        | eDonkey2000, Kad Network                                                          | Không                                                   | Miễn phí                    | Microsoft Windows                 | GPL              | C++                            | Không                        | Tốc độ trung bình, tốt cho tài nguyên cũ và hiếm |
| freenet      | freenet                                                                           | Có                                                      | Miễn phí                    | Microsoft Windows, *nix, Mac OS X | GPL              | bất kỳ java                    | Không                        | Rất chậm vì có tính năng ẩn danh |
| FrostWire    | Gnutella                                                                          | Không                                                   | Miễn phí                    | Microsoft Windows *nix, Mac OS X  | GPL              | Java                           | Không                        | Là bản sao của LimeWire và không có khối. Nếu chuyển tệp đang tải từ LimeWire sang hãy giữ nguyên thiết lập và tiến trình tải về sẽ tiếp tục như cũ. |
| giFT         | OpenFT and, with plugins, Ares Galaxy, FastTrack, eDonkey2000 và Gnutella         | Không                                                   | Miễn phí                    | Microsoft Windows, *nix, Mac OS X | GPL              | C                              | Không                        | Thường chậm |
| Gnucleus     | Gnutella, Gnutella2                                                               | Không                                                   | Miễn phí                    | Microsoft Windows                 | GPL, mã nguồn mở | C++                            | Không                        | |
| Gtk-gnutella | Gnutella                                                                          | Không                                                   | Miễn phí                    | *nix                              | GPL              | C                              | Không                        | |
| Hydranode    | eDonkey2000,BitTorrent, more planned, including Ares và Gnutella                  | Không                                                   | Miễn phí                    | Microsoft Windows, *nix, Mac OS X | GPL              | C++                            | Không                        | Đang ở bản beta, đã có giao diện đồ họa bản beta |
| iMesh        | FastTrack, Gnutella, Gnutella2                                                    | Không                                                   | Miễn phí                    | Microsoft Windows                 | Mã nguồn đóng    | C++                            | Có                           | |
| Kazaa        | FastTrack                                                                         | Không                                                   | Miễn phí                    | Microsoft Windows                 | Mã nguồn đóng    | C++                            | Có                           | Việc sử dụng tại Australia là bất hợp pháp. |
| Kazaa Lite   | FastTrack                                                                         | Không                                                   | Miễn phí                    | Microsoft Windows                 | Mã nguồn đóng    | --                             | Không                        | Phiên bản chính thức vô hiệu (nhưng phiên bản giả mạo vẫn có).                                                                                       |
| Limewire     | Gnutella                                                                          | Không                                                   | Miễn phí/$18.88USD          | Microsoft Windows, *nix, Mac OS X | GPL              | Java                           | Không                        | Tính năng khối được phát triển để phù hợp với luật bản quyền. Làm việc tốt với tường lửa. Không còn chứa phần mềm gián điệp.                         |
| MLdonkey     | BitTorrent, eDonkey2000, FastTrack, Gnutella, Gnutella2, Kad Network              | Không                                                   | Miễn phí                    | Microsoft Windows, *nix, Mac OS X | GPL              | Ocaml                          | Không                        | Tốc độ trung bình |
| PySoulseek   | Soulseek                                                                          | ?                                                       | Miễn phí                    | Microsoft Windows, *nix, Mac OS X | GPL              | Python                         | Không                        | Tương tự Soulseek |
| Share        | Share                                                                             | Có (Bảo mật tốt hơn Winny?)                             | Miễn phí                    | Microsoft Windows                 | Mã nguồn đóng    | Delphi(?)                      | Không                        | Anonymous developer. Attempts to be Winny's succeeder. Yêu cầu rất nhiều băng thông. Tốc độ tải cao.                                                 |
| Shareaza     | eDonkey2000, BitTorrent, Gnutella, Gnutella2                                      | Không                                                   | Miễn phí                    | Microsoft Windows                 | GPL              | C++                            | Không                        | Có thể tải trên nhiều mạng khác nhau, tốc độ tải phụ thuộc vào băng thông của người dùng.                                                            |
| Soulseek     | Soulseek                                                                          | Không                                                   | Miễn phí                    | Microsoft Windows                 | Mã đóng          | ?                              | Không                        | Có thể tải về toàn bộ album, duyệt người dùng như cây thư mục, không cho nhiều người tải cùng lúc.                                                   |
| TrustyFiles  | Gnutella, Gnutella2, FastTrack, BitTorrent                                        | Không                                                   | Miễn phí/$29 USD            | Microsoft Windows                 | Mã đóng          | ?                              | Có                           | lấy cắp mã nguồn từ Gnucleus, giFT, và avlib; phiên bản cho *nix đã thông báo nhưng không bao giờ phát hành                                          |
| µTorrent     | BitTorrent                                                                        | Không                                                   | Miễn phí                    | Microsoft Windows                 | Mã nguồn đóng    | C++                            | Không                        | Được thiết kế rất nhỏ, toàn bộ chương trình được nén để chạy, kích thước chỉ có 154KB.                                                               |
| WinMX        | WinMX Peer Network [independent, now user-operated], OpenNAP, chatrooms supported | Không                                                   | Miễn phí                    | Microsoft Windows                 | Mã nguồn đóng    | ?                              | Không                        | Tác giả đã ngừng phát triển dưới sự ép buộc của RIAA. Các phiên bản 3.53 và 3.54 beta 4 được phát hành bởi các hãng thứ ba.                          |
| Winny        | ?                                                                                 | Có (Ẩn danh yếu; Cảnh sát Kyoto đã từng bắt người dùng) | Miễn phí                    | Microsoft Windows                 | Mã nguồn đóng    | C++                            | Không                        | Ngừng phát triển |
| Tên          | Mạng                                                                              | Ẩn danh*                                                | Giá                         | Nền tảng (hệ điều hành)           | Giấy phép        | Ngôn ngữ lập trình             | Phần mềm Gián điệp/Quảng cáo | Ghi chú |